# Betty Robinson
Elizabeth M. „Betty“ Robinson (verheiratete Schwartz; * 23. August 1911 in Riverdale, Illinois; † 18. Mai 1999 in Denver, Colorado) war eine US-amerikanische Leichtathletin und die erste Olympiasiegerin über 100 Meter.

## Biografie
Robinson nahm im Alter von 17 Jahren an ihrem ersten 100-Meter-Lauf teil und wurde nur durch die amerikanische Rekordhalterin geschlagen. Im nächsten Rennen egalisierte sie bereits den Weltrekord, allerdings wurde ihre Zeit offiziell nicht anerkannt. Bei den Olympischen Spielen 1928, den ersten mit Frauenwettbewerben in der Leichtathletik, gewann Robinson die Goldmedaille und egalisierte erneut den Weltrekord. In der 4-mal-100-Meter-Staffel gewann sie die Silbermedaille.
1931 wurde Robinson bei einem Flugzeugabsturz lebensgefährlich verletzt. Nachdem sie aus einem mehrwöchigen Koma erwacht war, schien ihre sportliche Laufbahn beendet, da sie wegen verschiedener Knochenbrüche zunächst auf den Rollstuhl angewiesen war und zwei Jahre brauchte, bis sie wieder normal gehen konnte.
Obwohl sie ihre Knie immer noch nicht richtig beugen konnte, weshalb ihr ein Einzelstart verwehrt war, wurde Robinson für die 4-mal-100-Meter-Staffel bei den Olympischen Spielen 1936 in Berlin nominiert. Nachdem die hoch favorisierten Deutschen beim letzten Wechsel den Stab verloren hatten, gewannen die Amerikanerinnen. Robinson war damit zum zweiten Mal Olympiasiegerin geworden.
Kurz darauf trat sie zurück und amtierte viele Jahre als Sportfunktionärin. Sie starb im Alter von 87 Jahren an Krebs und Alzheimer.